# Campbellovy ostrovy

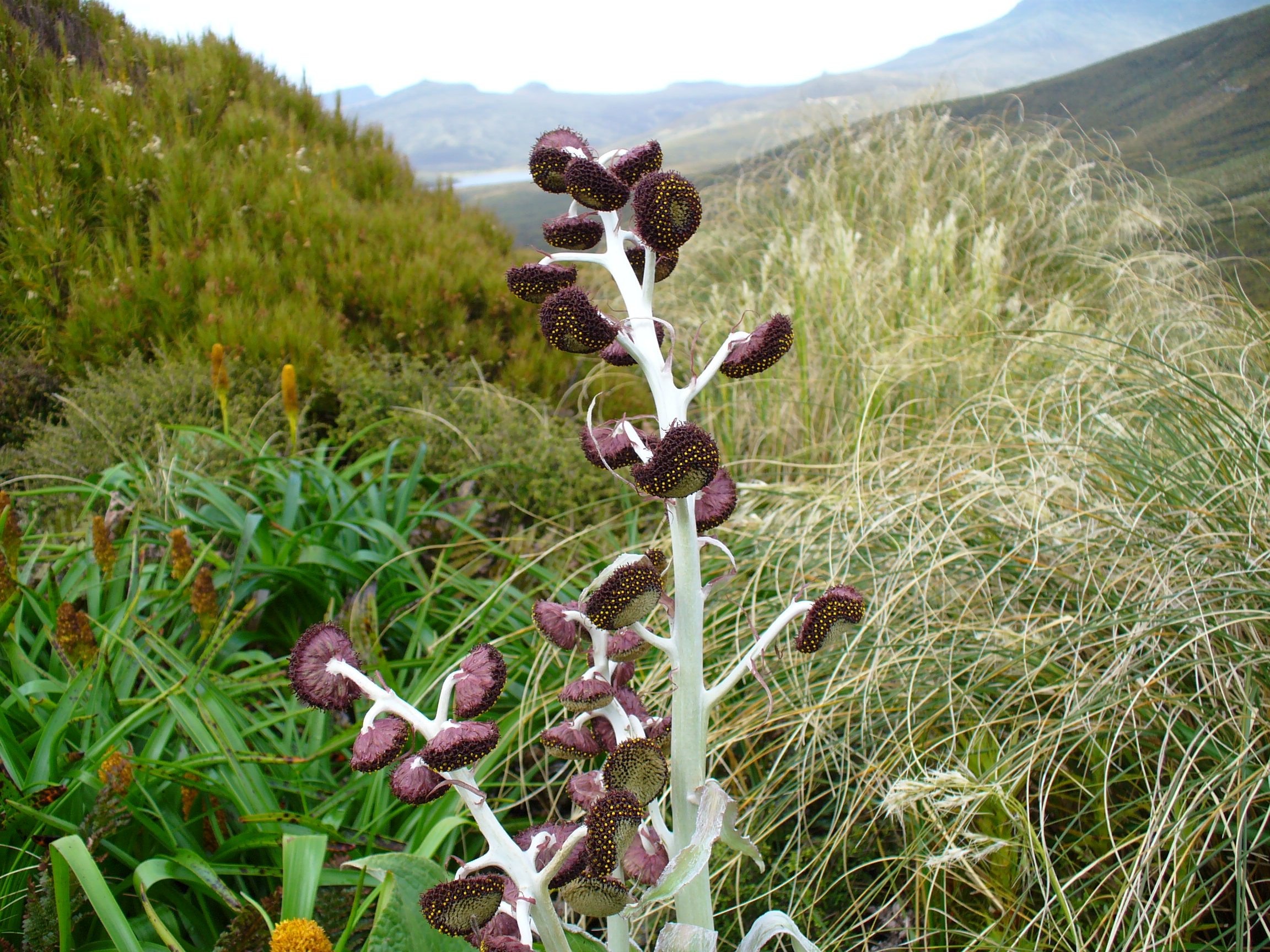
Největší ostrov souostroví, Campbellův ostrov. V popředí rostlina rodu Pleurophyllum, žluté rostliny na pozadí patří k druhu Bulbinella rossii, dále jsou zde rostliny rodu Dracophyllum a různé traviny

Campbellovy ostrovy (anglicky Campbell Islands) jsou subantarktickým souostrovím, patřícím Novému Zélandu. Celé souostroví má souhrnnou rozlohu 113,31 km². Největším ostrovem je Campbellův ostrov, který rozlohou 112,68 km² zabírá více než 99% rozlohy souostroví. Kromě něj k souostroví patří také několik malých ostrůvků, mezi nimi Dent Island, Isle de Jeanette Marie, Folly Islands, Jacquemart Island či Monowai Island (také známý jako „Lion Rock“ (0,08 km²).
Campbellovy ostrovy patří mezi pět subantarktických souostroví souhrnně evidovaných v seznamu světového dědictví UNESCO.

## Jednotlivé ostrovy
| Ostrov                 | Rozloha km² |
| ---------------------- | ----------- |
| Campbellův ostrov      | 112,68      |
| Dent Island            | 0,23        |
| Jacquemart Island      | 0,19        |
| Isle de Jeanette Marie | 0,11        |
| Monowai Island         | 0,08        |
| Folly Island           | 0,07        |
| Gomez Island           | —           |
| Wasp Island            | —           |
| Survey Island          | —           |
| Hook Island            | —           |
| Le Botte               | —           |